# Red River (Nouveau-Mexique)
Pour les articles homonymes, voir Rivière Rouge.
Red River est une station balnéaire du comté de Taos, au Nouveau-Mexique, située dans les montagnes Sangre de Cristo. La population s'élève à 477 habitants selon le recensement de 2010. La rivière Rouge est située le long de l'Enchanted Circle Scenic Byway (en), et se trouve à 58 km de Taos.